# Edgars Rinkēvičs
Edgars Rinkēvičs (Jūrmala, 21 de setembre de 1973), és un polític letó, actual ministre d'Afers Exteriors de Letònia. És membre del partit Unitat des de l'any 2014.
Rinkēvičsva ser educat en l'escola secundària de Jurmala, abans de completar una llicenciatura a la Universitat de Letònia en Història i Filosofia (1995). Després va rebre un màster en Ciències Polítiques l'any 1997, seguit d'un altre a la Universitat de Groningen dels Països Baixos.
Des de 2002 fins a 2003 va ser membre de l'adhesió de Letònia en la delegació de l'OTAN (Cap Adjunt de la Delegació), rebent la Medalla Commemorativa de l'Avenç cap a l'Adhesió de Letònia a l'OTAN i la Gran Creu de l'Orde de Viesturs el 2004.